# Calamotropha brevilinellus
Calamotropha brevilinellus là một loài bướm đêm trong họ Crambidae.